# 세포외액

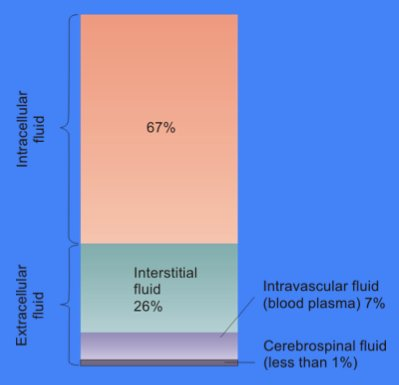
포유동물의 전체 체수분은 세포내 구획과 세포외 구획 사이에 분포하며, 이는 다시 간질액과 혈장, 뇌척수액, 림프액과 같은 더 작은 구성요소로 세분된다.

세포외액(한국 한자: 細胞外液, 영어: extracellular fluid, ECF)은 세포생물학에서 다세포 생물의 세포 외부에 있는 모든 체액을 의미한다. 건강한 성인의 총 체수분은 총 체중의 약 50 – 60%(범위 45~75%)이다.  여성과 비만인 사람들은 일반적으로 마른 남성보다 낮은 비율을 가지고 있다.  세포외액은 체액의 약 1/3을 구성하고 나머지 2/3는 세포 안에 있는 세포내액이다. 세포외액의 주성분은 세포를 둘러싸고 있는 간질액이다. 세포외액의 주성분은 세포를 둘러싸고 있는 간질액이다.
세포외액은 모든 다세포 동물의 내부 환경이며, 혈액순환계를 갖춘 동물의 경우 이 체액의 일부가 혈장이다. ECF의 97% 이상을 차지하는 요소는 혈장과 간질액이며, 간질성 유체는 림프로 구성되어 있다. ECF의 나머지 작은 부분은 경세포액(약 2.5%)을 포함한다. ECF는 전달 시스템인 혈장과 림프, 그리고 물과 세포와의 용질 교환을 위한 간질액이라는 두 가지 구성 요소를 갖는 것으로 볼 수도 있다.
세포외액, 특히 간질액은 신체의 모든 세포를 덮는 신체 내부 환경을 구성한다. 따라서 ECF 구성은 정상적인 기능에 중요하며 음성 피드백과 관련된 다양한 항상성 메커니즘에 의해 유지된다. 항상성은 특히 ECF의 pH, 나트륨, 칼륨 및 칼슘 농도를 조절한다. 체액량, 혈당, 산소, 이산화탄소 수치도 항상성으로 엄격하게 유지된다.
70kg(154lbs)의 젊은 성인 남성의 세포외액 부피는 체중의 20%(약 14리터)이다. 11리터는 간질액이고 나머지 3리터는 혈장이다.